# Alfredo Castro Fernández
Alfredo Castro Fernández (1888-1966), conocido con el sobrenombre de Marizancene, fue un dramaturgo costarricense de la segunda década del siglo XX.

## Estilo y obras
Se le ha considerado esteticista, una corriente heredada del modernismo. Su teatro está poderosamente influido por la vanguardia europea de entonces. Escribió la mayoría de sus obras dramáticas en francés, lengua que decía conocer mejor que el castellano. Algunas de sus obras son El Amero, El punto muerto y Fragata bar. Todas han sido traducidas al español. Aguas negras, es la única pieza suya  ambientada en Costa Rica; fue traducida por María Rosa Picado y Abelardo Bonilla, en 1947.
Existen varios ensayos sobre su obra, entre ellos El teatro de H. Alfredo Castro Fernández: ensayo de crítica ecuménica, San José, Trejos 1957, de Moisés Vicenzi.
En 1998, la CNT puso en escena "Aguas Negras", dirigida por María Bonilla. Al respecto, el escritor Alberto Cañas dijo:

Hace trece años María Bonilla resucitó, con envidiable éxito, la primera obra teatral costarricense del siglo XX, "Magdalena" de Ricardo Fernández Guardia y esa magnífica labor la reanuda ahora que la CNT le confía el montaje de "Aguas Negras", la pieza "maldita" del dramaturgo "maldito" H. Alfredo Castro. (...) No hay duda de que la inteligente directora ha acertado plenamente.
Alberto Cañas, La República (Costa Rica)